# 矮赤箭莎
矮赤箭莎（学名：Schoenus apogon）为莎草科赤箭莎屬下的一个种。

## 扩展阅读
- 維基物種上的相關：矮赤箭莎